# WWE Speed
WWE Speed ist eine US-amerikanische Wrestling-Webserie von WWE. Die Premiere erfolgte am 3. April 2024 auf dem Sozialen Netzwerk X.

## Geschichte
Vor der WWE-SmackDown-Ausgabe vom 15. Dezember 2023 hielt die Promotion WWE mehrere Matches mit einem Fünf-Minuten-Zeitlimit als sogenannte Dark Matches ab. Dabei handelt es sich um Matches, die nicht im Fernsehen gesendet werden und das Publikum in der Halle anheizen sollen. Am 6. Februar 2024 meldete WWE „WWE Speed“ als Marke an. Zwei Tage später während des WrestleMania XL-Kick-offs kündigte WWE eine Partnerschaft mit dem Sozialen Netzwerk X an, um unter diesem Namen eine wöchentliche Sendung zu produzieren. Die Verträge wurden für eine Laufzeit von zwei Jahren geschlossen. Die Matches in dieser Serie sollen nur für dieses Programm gedreht werden und auch nirgendwo anders gezeigt werden. Wrestler von WWE Raw, WWE SmackDown und WWE NXT dürfen daran teilnehmen.
Am 27. März 2024 kündigte Corey Graves  den 3. April 2024 als Premiere der Serie an. Zunächst wurde drei Minuten als Zeitlimit angegeben. Schließlich wurde auch ein spezieller Titel, der WWE Speed Championship angekündigt. Ein spezielles Turnier entschied über den ersten Sieger. Champion-Matches wurden für fünf Minuten angesetzt. Am 3. April erschien das erste Match, bei dem Ricochet gegen Dragon Lee gewinnen durfte. Bereits 30 Minuten später erschien das zweite Match, bei dem sich Bronson Reed gegen Cedric Alexander durchsetzen konnte. Graves übernahm bei beiden Matches die alleinige Moderation.  Es folgten die weiteren Turniermatches. Gemein ist allen, das sie nicht live gesendet, sondern aufgezeichnet werden. Am 3. Mai gewann schließlich Ricochet in einem Match gegen Johnny Gargano den WWE Speed Championship.
Zwei Tage vorher kündigte Paul „Triple H“ Levesque den WWE Women’s Speed Championship an, der unter gleichen Bedingungen vergeben wird. das Turnier gewann Candice LeRae am 4. Oktober 2024.
Die regulären Matches werden im Regelfall Mittwochs ausgestrahlt und haben ein 3-Minuten-Zeitlimit. Championship-Matches werden freitags mit einem 5-Minuten-Zeitlimit ausgestrahlt.
Alleiniger Moderator ist Corey Graves. Seit dem 21. Oktober 2024 tritt außerdem Alicia Taylor als Ringsprecherin auf.

## Aktuelle Titelträger
| Titel                          | Titelträger | Titelträger         | Nr. | Tage | Datum          | Ort                 | Anmerkung                                                         |
| ------------------------------ | ----------- | ------------------- | --- | ---- | -------------- | ------------------- | ----------------------------------------------------------------- |
| WWE Speed Championship         |             | El Grande Americano | 1   | 56+  | 7. Mai 2025    | Omaha, Nebraska     |                                                                   |
| WWE Women's Speed Championship |             | Sol Ruca            | 1   | 82+  | 11. April 2025 | Seattle, Washington | Besiegte Candice LeRae bei Speed. Ausgestrahlt am 16. April 2025. |